# 安心湯田站
安心湯田站（日语：／ Hotto-yuda eki */?）位於岩手縣和賀郡西和賀町川尻，是東日本旅客鐵道（JR東日本）北上線的車站。港澳地區多將此站譯作「熱湯田」（源於平假名「ほっと」為英文HOT的譯音）

## 車站構造
擁有2面3線的地面車站。由北上派遣人員管理，冬季期間照常值班，但夜間並不配置站員。車站內設有綠色窗口（營業時間為：6:00~17:15）、自動售票機、商店，另外亦設有「安心湯田」溫泉。

### 月台配置
| 月台 | 路線    | 方向 | 目的地   |
| ---- | ------- | ---- | -------- |
| 1    | ■北上線 | 下行 | 橫手方向 |
| 2    | ■北上線 | 上行 | 北上方向 |

- 1號線設有出發號誌機，因此列車可折返回北上。

## 車站周邊
- 岩手縣立西和賀高中
- 縣道1號盛岡橫手線
- 縣道12號花卷大曲線
- 縣道118號安心湯田停車場線
- 縣道215號湯川溫泉線
- 國道107號
- 西和賀町立川尻小學
- 西和賀町立湯田中學
- 西和賀町公所湯田廳（原為湯田町公所）
- 川尻郵局
- 湯田溫泉峽
- 湯田産業公會

## 公車
- 岩手縣交通
  - 往盛岡公車總站（經由湯本溫泉・川舟・澤内廳前・貝澤・繋溫泉・AEON MALL盛岡・盛岡站）
  - 往貝澤（經由湯本溫泉・川舟・澤内廳前）
  - 往湯本公車總站（經由湯本溫泉）
  - 往湯川温泉（經由ふるさとランド）
  - [横4] 往北上(縣立中部醫院)（經由横川目站・江釣子購物中心・北上站）

## 利用狀況
- 2008年度乘車旅客，1日平均191人。

## 歷史
- 1922年（大正11年）12月16日 - 西横黑線通車的同時，以陸中川尻的站名設站。
- 1924年11月15日：西横黑線由本站延長至大荒澤站（日语：大荒沢信号場），改為中途站，並改稱為「橫黑線」[1]。
- 1987年（昭和62年）4月1日 - 國鐵分割民營化後成為JR東日本轄下的車站。
- 1989年（平成元年）4月1日 - 溫泉設施「安心湯田」開始營業。啟用新站房，與安心湯田共用。
- 1991年（平成3年）6月20日 - 改站名為安心湯田。
- 2002年（平成14年） - 入選東北車站百選。
- 2007年（平成19年）3月18日 - 廢止站員值班的業務。同時廢除安心湯田站長，改由北上站管理。

## 其他
安心湯田站因車站內有溫泉設施，因此以「全國少見附有溫泉的車站站舍」（全国的にも珍しい温泉付き駅舎）的理由，入選東北車站百選。

## 相鄰車站
東日本旅客鐵道
■北上線
湯田錦秋湖－安心湯田－湯田高原